# Daniel Simond
Daniel Simond (* 25. Mai 1904 in Lausanne, Kanton Waadt; † 5. Juli 1973 in Acireale auf Sizilien) war ein Schweizer Schriftsteller.

## Leben
Daniel Simond studierte Französische Literatur an der Universität Lausanne und in Paris. Er war von 1930 bis 1969 als Französischlehrer an verschiedenen Gymnasien im Waadtland tätig. Er zählte 1944 zu den Gründungsmitgliedern der Association des écrivains vaudois und war von 1950 bis zu seinem Tod Präsident der Fondation Charles Ferdinand Ramuz. Er trat vorwiegend als Autor von Essays und Reiseberichten in Erscheinung. Als sein Hauptwerk gilt das an die antike Figur der Kalypso angelehnte Drama Calypso ou La solitude.

## Werke
- Circonstances, Lausanne 1932
- Antipolitique, Lausanne 1941
- Été grec, Lausanne 1941
- Ode d’hiver, Lausanne 1942
- Calypso ou La solitude, Lausanne 1948
- Sicile, Rom 1956
- Voyages en Sardaigne, Rolle 1963